# Dorothy Azairwe Nshaija Kabaraitsya
Dorothy Azairwe Nshaija Kabaraitsya (nascida em 15 de dezembro de 1974) é uma política do Uganda do distrito de Kamwenge e contabilista de profissão. Ela é uma representante distrital do partido político do Movimento de Resistência Nacional no décimo Parlamento do Uganda.

## Carreira
De 2011 até agora, ela é a chefe regional da região de Rwenzori no Gabinete do Chefe do Governo. De 2016 até hoje, ela tem trabalhado como tesoureira da Associação Parlamentar de Mulheres do Uganda. Entre 2000 e 2004, ela trabalhou como oficial sénior de crédito no Uganda Finance Trust. De 2004 a 2009, foi Directora de Crédito da Bunyoro Toro Rural Development Company Ltd. Desde 2010, ela actua como tesoureira do Movimento de Resistência Nacional. De 2011 até hoje, ela tem sido Membro do Parlamento no Parlamento do Uganda.
Ela também desempenha funções adicionais no Parlamento do Uganda no Comité de Contas Públicas.